# Viviana Serna

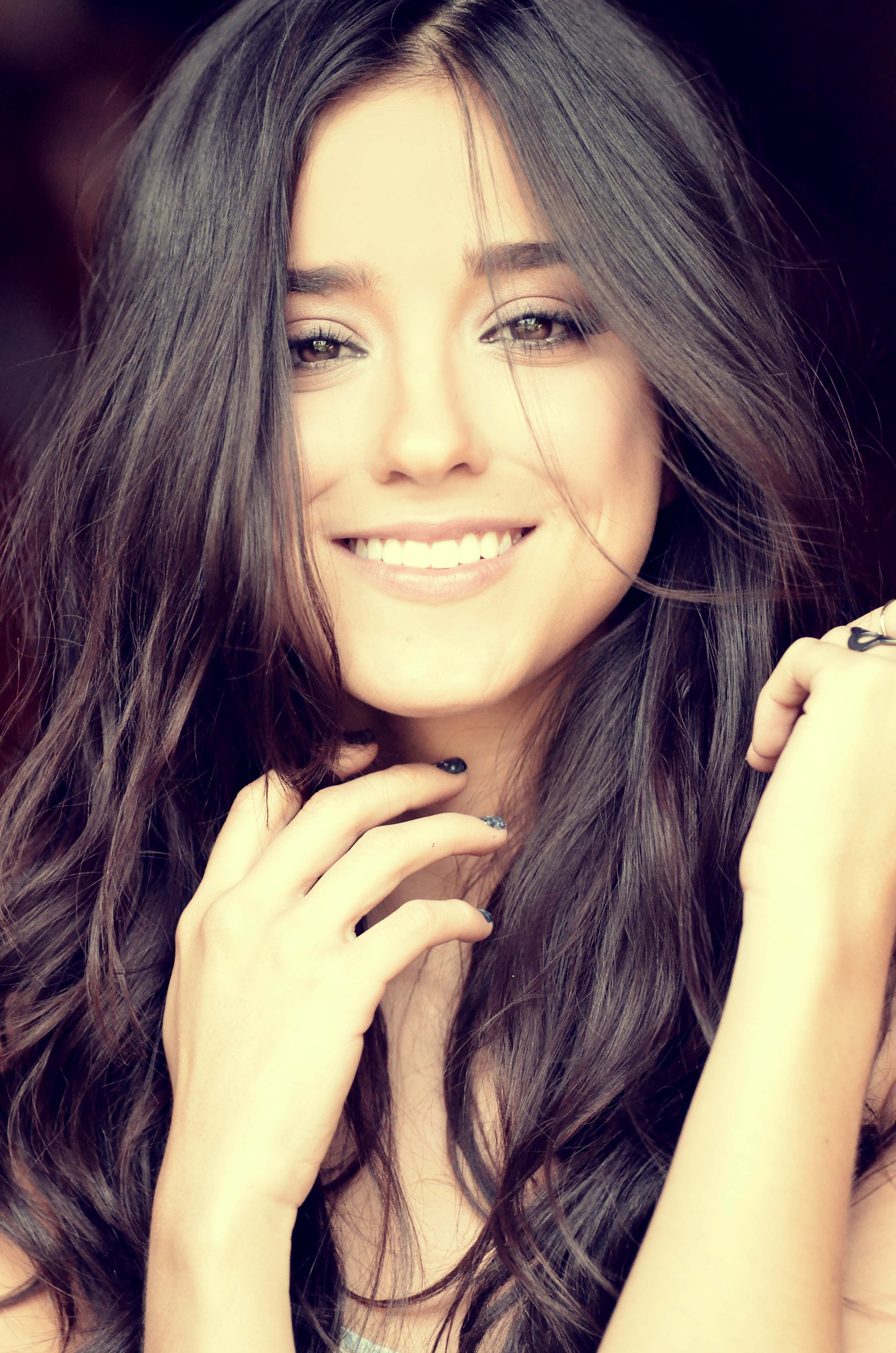
Viviana Serna, 2014

Viviana Serna Ramírez (* 26. August 1990 in Cali) ist eine kolumbianische Theater-, Film- und Fernsehschauspielerin.

## Karriere
Sie lebte in Armenien, Mexiko, Palo Alto (Kalifornien) und in Bogotá (Kolumbien). In Bogotá setzte sie ab 2008 ihr Schauspiel-, Tanz- und Malereistudium fort, das sie in Armenien begonnen hatte. An der Universidad de los Andes (dt. Universität der Anden) in Bogotá legte sie gleichzeitig ein Diplom in Malerei ab.
Sie wirkte an mehreren Fernsehserien, Telenovelas, Theaterstücken und verschiedenen Kurz- und Langfilmen mit.
Seit 2012 hat sie eine Beziehung  mit dem Schauspieler Julián Gil, der in der  Telenovela ¿Quién eres tú? (dt. Wer bist du ?) ihren Vater spielte.

## Filmografie

### Filme
- 2020: Tramposos con suerte
- 2016: La ciénaga entre el mar y la tierra
- Entrevista con la muerte
- La Magdalena (studio Babel)
- El cuervo y el zorro

### Fernsehserien
- 2023: Las Pelotaris 1926
- 2020: Narcos: Mexico
- 2017: Guerra de Ídolos
- 2016: 40 y 20
- 2016: Por siempre Joan Sebastián
- 2015–2017: El Señor de los Cielos
- 2014: Señora Acero (Telemundo) : Lupita[2]
- 2014: La viuda negra (RTI pour Televisa) : Karla Otalvaro
- 2013: La ronca de oro (Canal Caracol) : Cecilia Hincapié[3]
- 2013: La Madame
- 2012: La Ruta Blanca : Janeth[4]
- 2012: Escobar, el patrón del mal (Telemundo) : Paty (jung)
- 2011: Confidencial : Patricia
- 2011: La bruja (Caracol TV) : Solita
- 2010: Niñas mal
- 2008–2009: Mi amiga y mi novio

### Fernsehauftritte
- 2011: Festival Me Gusta (Ensamble TV, Casa Ensamble): Moderatorin
- 2010: Amerikanisches und spanisches Theaterfestival (Web TV): Moderatorin
- 2006: Program 6 Grados Club : Moderatorin

## Theater
- Me importa un clown: 1. und 2. Staffeln